# Trophée Croix Rouge de la Mer de Saint-Sébastien
Le Trophée Croix Rouge de la Mer de Saint-Sébastien était une compétition d'aviron, plus particulièrement de traînières, qui a eu lieu à Saint-Sébastien (Donostia en basque) en 1984.

## Résultat
| Place | Nom         | Temps            |
| ----- | ----------- | ---------------- |
| 1e    | Zumaia      | 19 h 52 min 78 s |
| 2e    | Donostia    | 20 h 01 min 33 s |
| 3e    | San Juan    | 20 h 01 min 52 s |
| 4e    | Castro      | 20 h 04 min 19 s |
| 5e    | Isuntza     | 20 h 04 min 92 s |
| 6e    | Hondarribia | 20 h 10 min 69 s |
| 7e    | Pedreña     | 20 h 11 min 85 s |
| 8e    | Ur-Kirolak  | 20 h 19 min 06 s |
| 9e    | San Pedro   | 20 h 30 min 02 s |
| 10e   | Fortuna     | 20 h 51 min 90 s |
| 11e   | Ondarroa    | 21 h 01 min 70 s |
| 12e   | Deusto      | 21 h 27 min 84 s |

### Sources
- (es) Cet article est partiellement ou en totalité issu de l’article de Wikipédia en espagnol intitulé « Trofeo Cruz Roja del Mar de San Sebastián » (voir la liste des auteurs).